# Chiná
Chiná es una localidad del estado mexicano de Campeche. Es parte del municipio de Campeche.

## Toponimia
El nombre «Chiná» proviene de los términos en maya chí, orilla; nah, casa. Su significado es «casas en la orilla».

## Demografía
| Gráfica de evolución demográfica |
|                                  |

| Censo | Población |
| ----- | --------- |
| 1900  | 231       |
| 1910  | 320       |
| 1921  | 397       |
| 1930  | 442       |
| 1940  | 503       |
| 1950  | 806       |
| 1960  | 776       |
| 1970  | 1 274     |
| 1980  | 2 091     |
| 1990  | 3 354     |
| 2000  | 4 255     |
| 2010  | 5 194     |
| 2020  | 6 295     |